# Neoophiobolus
Neoophiobolus is een monotypisch geslacht van schimmels behorend tot de familie Phaeosphaeriaceae. Het bevat alleen Neoophiobolus chromolaenae.